# Route 9 (Bolivie)
Pour les articles homonymes, voir Route 9.
La route 9 (en espagnol: Ruta 9) est une route nationale de l'État plurinational de Bolivie située dans les départements de Tarija, de Chuquisaca, de Santa Cruz et du Beni.
La section de la route au sud de Trinidad est ajoutée au réseau routier national (Red Vial Fundamental) par le décret suprême 25134 du 31 août 1998. La section au nord, y compris l'antenne de 80 kilomètres de La Moroña vers Puerto Ustarez est ajoutée à ce réseau national par la loi 2611 du 18 décembre 2003. 

## Itinéraire
La route 9 s'étend sur 1 631 kilomètres et traverse la Bolivie du sud au nord dans sa partie orientale, du Gran Chaco à la frontière argentine aux basses terres du Beni à la frontière brésilienne. La route traverse les départements de Tarija, Chuquisaca, Santa Cruz et du Beni. La route débute au sud dans le prolongement de la route nationale 34 argentine sur la rive nord du Río Caraparí près de San José de Pocitos et se termine au nord-est dans la ville de Guayaramerín sur la rive ouest du Río Mamoré.
La partie de la route 9, longue de 952 kilomètres, entre la frontière argentine et le village de San Javier directement au nord de Trinidad est entièrement pavée, alors que les 679 kilomètres restants dans les basses terres du nord-est sont constitués de sections en gravier et en terre.
La longueur réelle de la route 9 est d'environ 1 800 kilomètres, soit environ 170 kilomètres de plus que ce qui est comptabilisé, car la route 9 partage avec d'autres routes nationales des sections communes, soit les routes 4, 6 et 7. Ces sections ne sont pas incluses dans la longueur comptabilisée officielle de la route 9. 

## Villes traversées

### Département de Tarija
- km 0: San José de Pocitos
- km 8: Yacuiba
- km 22: Campo Pajoso
- km 49: Sachapera
- km 66: Palmar Grande
- km 97: Villamontes

### Département de Chuquisaca
- km 130: Camatindi
- km 152: Macharetí

### Département de Santa Cruz
- km 195: Boyuibe
- km 245: Ipitá
- km 308: Abapó
- km 326: Cabezas
- km 366: Ingenio Mora
- km 450: Santa Cruz de la Sierra
- Tronçon commun avec la route 4
- km 450: Pailón
- km 512: Los Troncos
- km 561: San Julián
- km 566: San Ramón
- km 624: El Puente
- km 680: Ascención de Guarayos
- km 761: Cerro Chico
- km 792: Puente San Pablo

### Département du Beni
- km 878: Casarabe
- km 927: Trinidad
- km 952: San Javier
- km 985: San Pedro Nuevo
- km 1139: San Ramón
- km 1171: San Joaquín
- km 1191: La Moroña
- km 1276: Puerto Ustarez
- km 1311: Puerto Siles / Río Matucaré
- km 1346: Paraíso
- km 1416: Las Abras
- km 1511: Principio de Monte
- km 1631: Guayaramerín